# سام کرونین
سام کرونین (انگلیسی: Sam Cronin؛ زادهٔ ۱۲ دسامبر ۱۹۸۶) یک بازیکن فوتبال اهل ایالات متحده آمریکا است.
او همچنین در تیم ملی فوتبال ایالات متحده آمریکا بازی کرده است.